# توب (أوراق لف السجائر)
أوراق لف السجائر توب هي علامة تجارية لأوراق لف السجائر يتم توزيعها بواسطة شركة Republic Tobacco من غلينفيو، إلينوي. دفعت شركة Republic Tobacco مبلغًا لم يكشف عنه للاستحواذ على العلامة التجارية من آر. جيه. رينولدس في عام 1987.
يتم تصنيعها واستيرادها إلى الولايات المتحدة من فرنسا، وتتوفر أوراق توب بحجمين عادي ونصف الحجم. يُباع الحجمين في عبوات متطابقة تقريبًا ذات لون أصفر فاتح مع خطوط زرقاء، بالإضافة إلى غطاء أحمر وأزرق يزين مركزها. تعتبر أوراق توب الأكثر شيوعًا في وسط الولايات المتحدة، حيث تحظى بشعبية كبيرة ضمن ثقافة تدخين الماريجوانا.
يسرد التقرير البحثي "تقرير ورق لف السجائر للفترة من 2018 - 2025 حول السوق العالمية والأمريكية، والحالة والتوقعات، من خلال اللاعبين وأنواع وتطبيقات" بسرد "ريزلا، باي-باي، زيغ-زاغ، OCB، توب، بامبو، بوغلر، إيزي وايدر، إكسبورت أكوافيج، جوب، جوسي جايز، لارامي، راو، روليز، سوان، تالي-هو" كاللاعبين الرئيسيين الحاسمين في تقرير ورقة لف السجائر في السوق العالمية والأمريكية للفترة من 2018 إلى 2025.

## انظر ايضا
- لف سيجارتك الخاصة
- قائمة أوراق لف السجائر